# كسوف الشمس 24 أغسطس 2063
سيحدث كسوف كلي للشمس في 24 أغسطس 2063. يحدث كسوف الشمس عندما يمر القمر بين الأرض والشمس ، وبالتالي يحجب صورة الشمس كليًا أو جزئيًا عن مشاهد على الأرض. يحدث الكسوف الكلي للشمس عندما يكون القطر الظاهري للقمر أكبر من قطر الشمس ، مما يحجب كل ضوء الشمس المباشر ، ويحول النهار إلى ظلام. تحدث الكلية في مسار ضيق عبر سطح الأرض ، مع كسوف جزئي للشمس مرئي فوق المنطقة المحيطة بعرض آلاف الكيلومترات.

## الخسوفات ذات الصلة

### كسوف الشمس 2062-2065
هذا الكسوف هو جزء من سلسلة كسوف الشمس 2062-2065. يتكرر الكسوف في كل 177 يومًا تقريبًا و 4 ساعات في العقد المتناوبة من مدار القمر.
| 121 | مارس 11, 2062 جزئي   | 126 | سبتمبر 3, 2062 جزئي |
| 131 | فبراير 28, 2063 حلقي | 136 | أغسطس 24, 2063 كلي  |
| 141 | فبراير 17, 2064 حلقي | 146 | أغسطس 12, 2064 كلي  |
| 151 | فبراير 5, 2065 جزئي  | 156 | أغسطس 2, 2065 جزئي  |

### ساروس 136
يحتوي ساروس 136 ، الذي يتكرر كل 18 عامًا ، 11 يومًا ، على 71 حدثًا.
- بدأت السلسلة بكسوف جزئي للشمس في 14 يونيو 1360 ،
- ووصل إلى أول خسوف حلقي في 8 سبتمبر 1504 ،
- وكان حدثًا هجينًا من 22 نوفمبر 1612 حتى 17 يناير 1703 ،
- وخسوفًا كليًا من 27 يناير 1721. حتى 13 مايو 2496.
- تنتهي السلسلة في العضو 71 ككسوف جزئي في 30 يوليو 2622 ، مع استمرار المسلسل بأكمله 1262 عامًا.

أطول خسوف حدث في 20 يونيو 1955 ، وكانت أقصى مدة إجمالية تبلغ 7 دقائق و 7.74 ثانية. تحدث جميع الكسوفات في هذه السلسلة عند العقدة الهابطة للقمر.
| تحدث أعضاء السلسلة 29-43 بين عامي 1865 و 2117 | تحدث أعضاء السلسلة 29-43 بين عامي 1865 و 2117 | تحدث أعضاء السلسلة 29-43 بين عامي 1865 و 2117 |
| 29                                            | 30                                            | 31                                            |
| --------------------------------------------- | --------------------------------------------- | --------------------------------------------- |
| أبريل 25, 1865 [الإنجليزية]                   | مايو 6, 1883 [الإنجليزية]                     | مايو 18, 1901 [الإنجليزية]                    |
| 32                                            | 33                                            | 34                                            |
| مايو 29, 1919 [الإنجليزية]                    | يونيو 8, 1937 [الإنجليزية]                    | يونيو 20, 1955 [الإنجليزية]                   |
| 35                                            | 36                                            | 37                                            |
| يونيو 30, 1973 [الإنجليزية]                   | يوليو 11, 1991 [الإنجليزية]                   | يوليو 22, 2009                                |
| 38                                            | 39                                            | 40                                            |
| أغسطس 2, 2027                                 | أغسطس 12, 2045                                | أغسطس 24, 2063                                |
| 41                                            | 42                                            | 43                                            |
| سبتمبر 3, 2081 [الإنجليزية]                   | سبتمبر 14, 2099                               | سبتمبر 26, 2117 [الإنجليزية]                  |

### دورة ميتونيك
تتكرر السلسلة ميتونيك كل 19 عامًا (6939.69 يومًا) ، وتستمر حوالي 5 دورات. يحدث الكسوف في نفس تاريخ التقويم تقريبًا. بالإضافة إلى ذلك ، تتكرر سلسلة أكتون الفرعية 1/5 من ذلك أو كل 3.8 سنوات (1387.94 يومًا). تحدث جميع الكسوفات في هذا الجدول عند العقدة الصاعدة للقمر.
| 21 من أحداث الكسوف بين 12 يونيو 2029 و 12 يونيو 2105 | 21 من أحداث الكسوف بين 12 يونيو 2029 و 12 يونيو 2105 | 21 من أحداث الكسوف بين 12 يونيو 2029 و 12 يونيو 2105 | 21 من أحداث الكسوف بين 12 يونيو 2029 و 12 يونيو 2105 | 21 من أحداث الكسوف بين 12 يونيو 2029 و 12 يونيو 2105 |
| 11-12 يونيو                                          | 30-31 مارس                                           | 16 يناير                                             | 4-5 نوفمبر                                           | من 23 إلى 24 أغسطس                                   |
| 118                                                  | 120                                                  | 122                                                  | 124                                                  | 126                                                  |
| ---------------------------------------------------- | ---------------------------------------------------- | ---------------------------------------------------- | ---------------------------------------------------- | ---------------------------------------------------- |
| </img> </br> 12 يونيو 2029                           | </img> </br> 30 مارس 2033                            | </img> </br> 16 يناير 2037                           | </img> </br> 4 نوفمبر 2040                           | </img> </br> 23 أغسطس 2044                           |
| 128                                                  | 130                                                  | 132                                                  | 134                                                  | 136                                                  |
| </img> </br> 11 يونيو 2048                           | </img> </br> 30 مارس 2052                            | </img> </br> 16 يناير 2056                           | </img> </br> 5 نوفمبر 2059                           | </img> </br> 24 أغسطس 2063                           |
| 138                                                  | 140                                                  | 142                                                  | 144                                                  | 146                                                  |
| </img> </br> 11 يونيو 2067                           | </img> </br> 31 مارس 2071                            | </img> </br> 16 يناير 2075                           | </img> </br> 4 نوفمبر 2078                           | </img> </br> 24 أغسطس 2082                           |
| 148                                                  | 150                                                  | 152                                                  | 154                                                  |                                                      |
| </img> </br> 11 يونيو 2086                           | </img> </br> 31 مارس 2090                            | </img> </br> 16 يناير 2094                           | </img> </br> 4 نوفمبر 2097                           |                                                      |

## روابط خارجية
- www.solar-eclipse.de - متوسط التغطية السحابية والمدن على طول مسار الكسوف
- http://eclipse.gsfc.nasa.gov/SEplot/SEplot2051/SE2063Aug24T. GIF